# Reinhard Kriese
Reinhard Kriese (geboren 1954 in Weißenfels, DDR) ist ein deutscher Science-Fiction-Autor.
Kriese studierte an der Westsächsischen Hochschule Zwickau Maschinenbau mit Abschluss Diplomingenieur und arbeitete als Arbeitsgruppenleiter Konstruktion in Halle. In den 1980er Jahren veröffentlichte er zwei Science-Fiction-Romane in der BASAR-Buchreihe des Berliner Verlags Neues Leben. Das Lexikon Die Science-fiction der DDR urteilte: „Krieses Science-fiction ist auf abenteuerliche Unterhaltung bedacht, liefert aber durch ihr geringes ästhetisches Anspruchsniveau, ihre stereotype sprachliche Gestaltung und Ihre willkürlich installierten Scheinhandlungen und Pseudokonflikte bestenfalls eskapistische Unterhaltung.“ Nach dem Ende der DDR arbeitete Reinhard Kriese als Beratungsingenieur im Außendienst. Er ist verheiratet und hat einen Sohn.

## Bibliografie
- Eden City, die Stadt des Vergessens. Neues Leben (Basar), Berlin 1985, ISBN 3-355-00565-7
- Mission SETA II. Neues Leben (Basar), Berlin 1986, ISBN 3-355-00133-3